# Bezirk Baltinava
Der Bezirk Baltinava (Baltinavas novads) war ein Bezirk im Osten Lettlands an der Grenze zu Russland in der historischen Landschaft Latgale, der von 2009 bis 2021 existierte. Bei der Verwaltungsreform 2021 wurde der Bezirk aufgelöst, sein Gebiet gehört seitdem zum neuen Bezirk Balvi.

## Geographie
Das ländliche und dünnbesiedelte Gebiet ist reich an Wäldern. Die Ostgrenze des Bezirks war gleichzeitig Staatsgrenze zwischen Lettland und der Russischen Föderation und damit auch Ostgrenze der Europäischen Union. Der Fluss Kūkova fließt durch das Gebiet, im Westen befinden sich ausgedehnte Sumpfgebiete.

## Bevölkerung
Der Bezirk bestand aus der Gemeinde (pagast) Baltinava, die gleichzeitig das Verwaltungszentrum war. 947 Einwohner lebten 2020 im Bezirk Baltinava. Er war damit der Bezirk mit der geringsten Einwohnerzahl aller Bezirke in Lettland.

## Sehenswürdigkeiten
Die auf einem 128 hohen Hügel bei dem Dorf Brieksīne befindliche Friedhofskapelle (Brieksīnes kapu kapliča) wurde in den 1920er Jahren aus Felsbrocken errichtet.

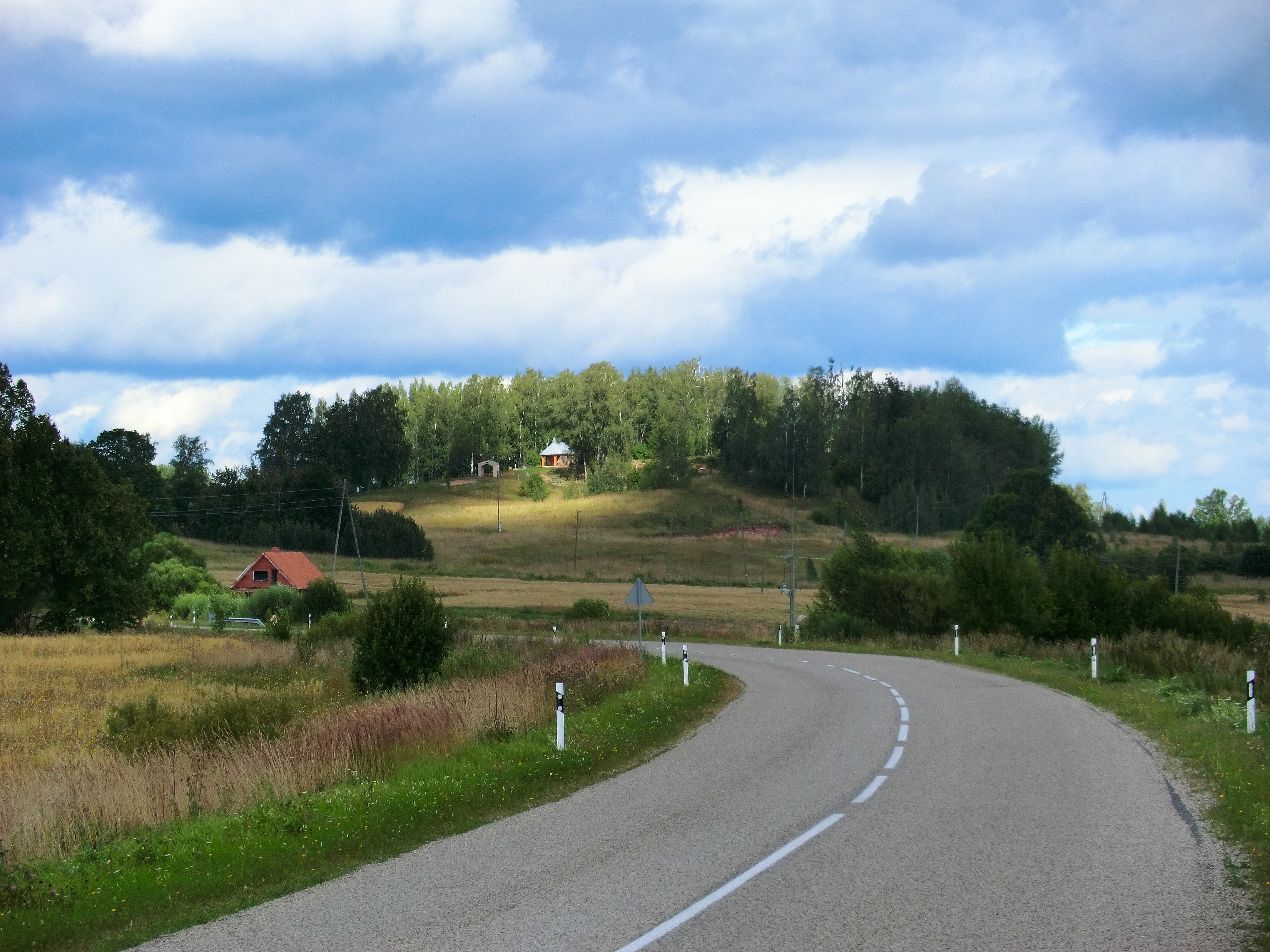
Friedhofshügel bei Brieksīne
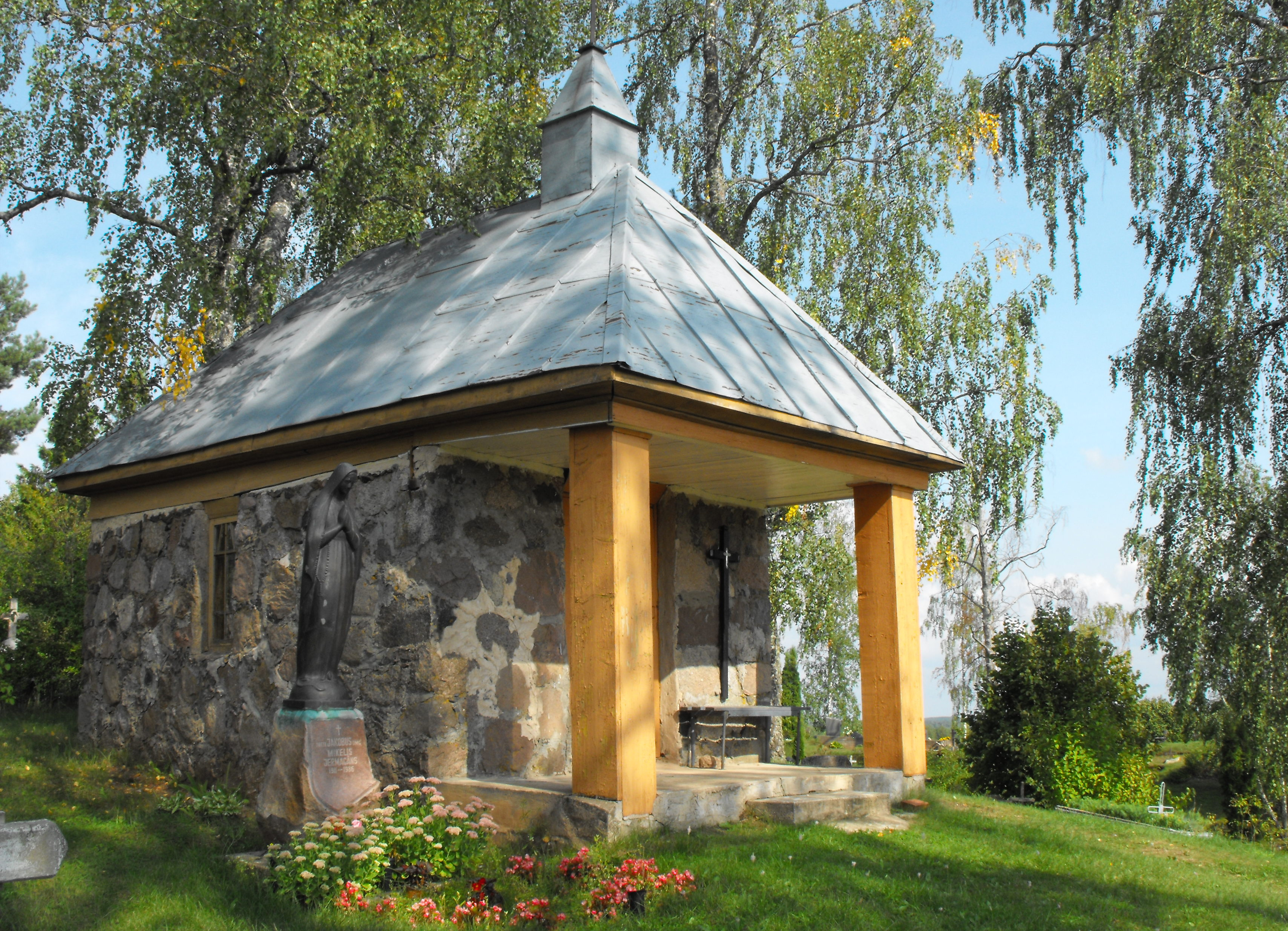
Friedhofskapelle Brieksīne